# Microregione di Ribeira do Pombal
Ribeira do Pombal è una microregione dello Stato di Bahia in Brasile, appartenente alla mesoregione di Nordeste Baiano.

## Comuni
Comprende 14 municipi:
- Adustina
- Antas
- Banzaê
- Cícero Dantas
- Cipó
- Fátima
- Heliópolis
- Itapicuru
- Nova Soure
- Novo Triunfo
- Olindina
- Paripiranga
- Ribeira do Amparo
- Ribeira do Pombal